# Трофимово (Череповецкий район)
Трофимово — деревня в Череповецком районе Вологодской области.
Входит в состав Воскресенского сельского поселения, с точки зрения административно-территориального деления — в Аннинский сельсовет.
Расстояние до районного центра Череповца по автодороге — 75 км, до центра муниципального образования Воскресенского по прямой — 22 км. Ближайшие населённые пункты — Ильина Гора, Поповское, Филиппово, Аннино.
По переписи 2002 года население — 6 человек.